# Mistrzostwa Świata w Lekkoatletyce 2023 – bieg na 10 000 m kobiet
Bieg na 10 000 metrów kobiet – jedna z konkurencji biegowych rozgrywanych podczas lekkoatletycznych mistrzostw świata na Nemzeti Atlétikai Központ w Budapeszcie.
Tytułu mistrzowskiego z 2022 nie obroniła Letesenbet Gidey.

## Terminarz
Źródło: worldathletics.org.
| Data        | Godzina |       |
| ----------- | ------- | ----- |
| 19 sierpnia | 20:55   | Finał |

## Rekordy
Tabela prezentuje rekord świata, rekord mistrzostw świata, rekordy kontynentów oraz najlepszy wynik na listach światowych w sezonie 2023 przed rozpoczęciem mistrzostw.
|                            | Zawodniczka        | Wynik    | Miejsce             | Data                  |
| -------------------------- | ------------------ | -------- | ------------------- | --------------------- |
| Rekord świata              | Letesenbet Gidey   | 29:01,03 | Hengelo             | 8 czerwca 2021(dts)   |
| Rekord mistrzostw świata   | Berhane Adere      | 30:04,18 | Paryż               | 23 sierpnia 2003(dts) |
| Rekord Afryki              | Letesenbet Gidey   | 29:01,03 | Hengelo             | 8 czerwca 2021(dts)   |
| Rekord Ameryki Południowej | Carmem de Oliveira | 31:47,76 | Stuttgart           | 21 sierpnia 1993(dts) |
| Rekord Ameryki Północnej   | Alicia Monson      | 30:03,82 | San Juan Capistrano | 4 marca 2023(dts)     |
| Rekord Australii i Oceanii | Kimberley Smith    | 30:35,54 | Palo Alto           | 4 maja 2008(dts)      |
| Rekord Azji                | Wang Junxia        | 29:31,78 | Pekin               | 8 września 1993(dts)  |
| Rekord Europy              | Sifan Hassan       | 29:06,82 | Hengelo             | 6 czerwca 2021(dts)   |
| Listy światowe             | Gudaf Tsegay       | 29:29,73 | Nerja               | 23 czerwca 2023(dts)  |

## Wyniki
Źródło: worldathletics.org.
| Pozycja | Zawodniczka              | Państwo           | Czas     | Uwagi |
| ------- | ------------------------ | ----------------- | -------- | ----- |
| 01 !    | Gudaf Tsegay             | Etiopia           | 31:27,18 |       |
| 02 !    | Letesenbet Gidey         | Etiopia           | 31:28,16 | SB    |
| 03 !    | Ejgayehu Taye            | Etiopia           | 31:28,31 |       |
| 4.      | Irine Jepchumba Kimais   | Kenia             | 31:32,19 | SB    |
| 5.      | Alicia Monson            | Stany Zjednoczone | 31:32,29 |       |
| 6.      | Agnes Jebet Ngetich      | Kenia             | 31:34,83 | PB    |
| 7.      | Ririka Hironaka          | Japonia           | 31:35,12 | SB    |
| 8.      | Jessica Warner-Judd      | Wielka Brytania   | 31:35,38 |       |
| 9.      | Grace Nawowuna           | Kenia             | 31:38,17 |       |
| 10.     | Sarah Chelangat          | Uganda            | 31:40,04 | SB    |
| 11.     | Sifan Hassan             | Holandia          | 31:53,35 |       |
| 12.     | Elise Cranny             | Stany Zjednoczone | 31:57,51 | SB    |
| 13.     | Diane van Es             | Holandia          | 32:05,85 |       |
| 14.     | Natosha Rogers           | Stany Zjednoczone | 32:08,05 |       |
| 15.     | Camilla Richardsson      | Finlandia         | 32:15,74 |       |
| 16.     | Stella Chesang           | Uganda            | 32:38,90 | SB    |
| 17.     | Lemlem Hailu             | Etiopia           | 32:42,78 |       |
| 18.     | Sarah Lahti              | Szwecja           | 33:09,22 | SB    |
| 19.     | Luz Mery Rojas           | Peru              | 33:19,61 |       |
| 20.     | Rino Goshima             | Japonia           | 33:20,38 |       |
| 21.     | Maria Lucineida da Silva | Brazylia          | 35:54,18 |       |
| 22 !    | Caroline Chepkoech       | Kazachstan        | DNF      |       |